# 小蘇鎮區 (愛荷華州伍德伯里縣)
小蘇鎮區（英語：Little Sioux Township）是位於美國愛荷華州伍德伯里縣的一個行政鎮區。

## 地方資料
根據2010年美國人口普查的數據，小蘇鎮區的面積為92.16平方千米，當中陸地面積為91.85平方千米，而水域面積為0.31平方千米。當地共有人口483人，而人口密度為每平方千米5.24人。